# I sfagi tou kokora
I sfagi tou kokora é um filme de drama grego de 1996 dirigido e escrito por Andreas Pantzis. Foi selecionado como representante da Grécia à edição do Oscar 1997, organizada pela Academia de Artes e Ciências Cinematográficas.

## Elenco
- Georges Corraface - Evagoras
- Dimitris Vellios - Onisimos
- Valeria Golino - esposa
- Popi Avraam
- Gerasimos Skiadaressis
- Imma Piro
- Matthias Habich
- Seymour Cassel